# ヤマネコ
ヤマネコ（山猫）は、ネコ目（食肉目）ネコ科に属す小型動物を指す便宜的な呼称である。また通常は野生（すなわち家畜化を経ない）のものを指す。
分類上の和名は、ネコ属（ヨーロッパヤマネコ、リビアヤマネコ）、ベンガルヤマネコ属、オオヤマネコ属、Catopuma属（ボルネオヤマネコ）がこの名を持つ。
日本では、
- 対馬と西表島にベンガルヤマネコ属がいる。
- イエネコ（ヨーロッパヤマネコ）がいるが家畜種である。
  - 野猫（イエネコが再野生化したもの）を、ヤマネコ（山猫）と呼ぶことがある。

## 野生のネコ類

### 小型のネコ類（広義のヤマネコ）
広義の「ヤマネコ」は、野生のネコ科動物のうち、小型のもの全般を指す（分類群についてはネコ科を参照）。この中には、ボルネオヤマネコのように「〜ヤマネコ」という形の標準和名をもつものも、スナドリネコのように標準和名では特にヤマネコと呼ばれないものも含まれる。
イエネコ（いわゆるネコ）は後述するように、種としてはヨーロッパヤマネコに含まれるが、家畜種であるため、慣用的には「ヤマネコ」と呼ばれることはない。
小動物（ネズミなど）主食とする種が多い。ただし、魚類も好むようになった種も見られる。

### 中型のネコ類
中型のネコ類のうち大型のもの（順にピューマ、ユキヒョウ、ウンピョウ）を、ヤマネコの仲間に含めるかどうかは意見が分かれる。
これらを除く中型のネコ類については、現生種のネコ亜科 Felinaeのすべての動物（加えてヒョウ類の近縁種とされることがあるマーブルドキャット）が広義の「ヤマネコ」類というグループを構成しているとの意見がある（イエネコを除く）。

### 大型のネコ類
大型のネコ類（現生種ではライオン、トラ、ヒョウ、ジャガー、チーター）は、ヤマネコと呼ばれることはない。

## 日本のヤマネコ
日本に生息する（広義の）現生のヤマネコ類は対馬のツシマヤマネコと西表島のイリオモテヤマネコの2種のみである（本州からもヤマネコ類と思わしき化石は出土している）。ツシマヤマネコとイリオモテヤマネコの分類的な位置づけには諸説があるが、最近は南〜東南アジアに分布するベンガルヤマネコ Prionailurus bengalensis（または Felis bengalensis）の亜種として位置づけられることが多い。
かつては、一般に「山猫」と言えば後述するように野猫を指す場合が多かったが、それを除けばツシマヤマネコのことであった。「ヤマネコ」がツシマヤマネコの和名として用いられることもあった。

## 「野猫」と「山猫」
野生化したイエネコである「野猫（ノネコ）」は、広義であっても「ヤマネコ」には含められない。ただし、日本では対馬と西表島を除く大部分の地域にはヤマネコが生息しないこともあって、伝統的に、山野に住むイエネコ、すなわち野猫が、「山猫（やまねこ）」とも呼ばれてきた。近世までの文献に当たるときは、特に注意を要する。
なお、英語の"wildcat"や中国語の"野猫"は主にヤマネコを指し、野生化したイエネコはそれぞれ"stray cat"や"野生猫"と表現される。また、中国語の"山猫"はオオヤマネコ属のみを指す。

## その他
- ヤマネコの登場する文学作品で知られるのは、童話作家・詩人の宮沢賢治の童話である。童話集『注文の多い料理店』に収められた表題作や「どんぐりと山猫」は彼の代表作として親しまれている。
- コンピューターゲーム『クロノ・クロス』では、「ヤマネコ」というキャラクターが物語の鍵を握る存在として登場する。
- 江戸時代、傀儡子が首から下げた箱の中から猫のような小動物の人形を出すことから傀儡子は「山猫」とも呼ばれ[2]、転じて酒席で帯のおたいこを前にする芸者のことを「山猫」とも呼んだ[3]。
- 労働組合の正式決定を経ずに一部従業員のみが行うストライキを「山猫スト」と呼ぶ[4]。
- 三菱・パジェロは山猫の一種であるパジェロキャットが車名の語源であり、更にその弟分である軽自動車のパジェロミニにも山猫の一種を意味する｢リンクス｣という特別仕様車が存在した。